# 08/15 (Band)
08/15 war eine Rechtsrock-Band aus Düsseldorf, die in den 1990er Jahren zu den bekannteren Vertretern dieser Musik zählte.

## Bandgeschichte
Die Band wurde 1991 gegründet. Ihr Name leitet sich vom gleichnamigen deutschen Maschinengewehr aus der Zeit des Ersten Weltkriegs ab. Besonders in den Jahren 1996 und 1997 erlangte die Band größere Bedeutung für die Rechtsrock-Szene und trat mehrfach bundesweit und im Ausland auf. Die Band wurde mehrfach kritisiert, da auf ihren Konzerten fremdenfeindliche, antisemitische und nationalsozialistische Parolen skandiert wurden.
Als Parallelprojekt betrieben die Mitglieder das Düsseldorfer Band-Projekt Arbeiterklasse, von dem bisher zwei CDs erschienen sind. Der Sänger absolvierte darüber hinaus einige Auftritte als rechtsextremer Balladensänger, unter anderem bei Parteiveranstaltungen der NPD. Ingo Wolff wirkte ab ca. 1997 bei den „Barking Dogs“ mit. Außerdem halfen zwei der Mitglieder bei der britischen Blood-and-Honour-Band Brutal Attack aus. Etwa 2000 löste sich die Band auf.

## Nach der Auflösung
Der Gitarrist Oliver Podjaski verließ die Band frühzeitig und gründete die Neonazi-Band Hauptkampflinie. 2010, ein Jahr nach der Auflösung von Hauptkampflinie, distanzierte er sich in einer Stellungnahme auf dem antifaschistischen Weblog oireszene.blogsport.de von der rechtsextremen Szene, auch der Sänger brach alle Kontakte dorthin ab. Ingo Wolff ist weiterhin bei den Barking Dogs aktiv.

## Sonstiges
08/15 ist weder mit der gleichnamigen Elektronik-/NDW-Band 08/15 (1000 gelbe Tennisbälle/Harte Sache), noch mit der Crossover-Band NULL.ACHT.15 (Fahrstuhlmusik), zu verwechseln.

## Diskografie
- Odins Sohn Demos 93+94 (1994)
- Die Schonzeit ist vorbei (1994) (Funny Sounds)
- Stinkende Zecke (1995)
- Septembertag (1995)
- Zorn der Götter (1996, indiziert[6])
- Ruin (1996)
- Live – echt extrem (1996)
- Unsterblich (1998)
- Historie (1999)
- Stoppt den Wahnsinn (2000)
- Es war das Vaterland (2002)
- Rock’n’Roll Hammerfest (2003)